# Hendrick Theyanoguin
Theyanoguin (Tee Yee Neen Ho Ga Row o Tiyanoga), bautizado como Hendrick (c.1691 – 8 de septiembre de 1755), fue un importante líder mohawk muy bien relacionado con William Johnson, administrador británico en América del Norte. También influyó en gran medida en Benjamin Franklin.

## Biografía
Nació en Massachusetts, donde vivía su padre, de la tribu mohegan. Pronto se trasladó al valle Mohawk. 

## Carrera
Hasta finales del siglo XX la biografía de este personaje se confunde con la de otro líder mohawk, de nombre similar, Hendrick Tejonihokarawa, que fue uno de los cuatro jefes que viajaron a Inglaterra en 1710 como líderes de la Confederación Iroquesa, siendo recibidos en Londres por la reina Ana I de Gran Bretaña.
Durante la Guerra Franco-india lideró un grupo de mohawks acompañando a William Johnson. Murió en 1755 en la batalla de Lake George.
- Datos: Q1345118
- Multimedia: Hendrick Theyanoguin / Q1345118